# امرأة في الحديقة
امرأة في الحديقة هي لوحة زيتية للفنان الفرنسي كلود مونيه رسمها في 1867، اللوحة معروضة حالياً في متحف هيرميتاج.